# 長内順一
長内 順一（おさない じゅんいち、1947年（昭和22年）3月7日 - ）は、日本の経営者。衆議院議員（1期中退）と札幌市議会議員（2期）を務めた。
株式会社未来経営研究所代表取締役社長。北海道商工会議所連合会会頭特別補佐。サイバー大学客員教授（企業社会責任論）。北海道経営未来塾塾長。

## 来歴

### 政治家時代
1947年（昭和22年）、北海道札幌市に生まれる。1959年（昭和34年）、札幌市立幌北小学校卒業。1962年（昭和37年）、札幌市立北辰中学校卒業。1966年（昭和41年）、北海道札幌北高等学校を卒業。1970年（昭和45年）、北海学園大学経済学部を卒業。その後、民間企業に勤務する。
1987年（昭和62年）、札幌市議会議員選挙に立候補し、初当選。1991年（平成3年）、2期目に当選する。
1993年（平成5年）7月18日、第40回衆議院議員総選挙に、北海道第1区で公明党公認で立候補し、初当選（以降、連続2期）する。1994年（平成6年）12月10日、新進党結党大会に参加する。1996年（平成8年）10月20日、小選挙区比例代表制での初めての選挙となる第41回衆議院議員総選挙に北海道2区から新進党公認で立候補し当選したが、任期を終える前に中退し政界を引退した。

### 財界入り
2000年10月、株式会社ニトリの社長・似鳥昭雄が同じ北海学園大学卒業と言うこともあり、招聘される。2004年（平成16年）10月、株式会社ニトリ特別顧問・社長補佐に就任。「社長の参謀役」として、似鳥を中央政界・地元財界へと接近させる窓口役として動く。その後は公益財団法人・似鳥国際奨学財団専務理事、サイバー大学客員教授（企業社会責任論）、エジプト「太陽の船復元研究所」副所長・専務理事等を歴任。2014年（平成26年）11月、株式会社ニトリホールディングスを退社。
2015年（平成27年）3月、～地を離れて人はなし。人を離れて事はなし！：吉田松陰～「北海道からグローバル企業を育てたい。」との思いから、道内の若手経営者を集めた私塾を開塾するため、株式会社未来経営研究所を設立。代表取締役社長に就任。2015年（平成27年）4月、北海道商工会議所連合会会頭特別補佐に就任。
2016年（平成28年）4月、北海道経営未来塾実行委員会（北海道商工会議所連合会、札幌商工会議所、北洋銀行、北海道銀行、未来経営研究所　後援：札幌市）実行委員長。同月、北海道経営未来塾　塾長に就任。2016年6月、「北海道経営未来塾」開塾。

## 役職歴（前職も含む）
- 衆議院議員 建設委員 運輸委員 環境委員
- 国土審議会豪雪地帯特別委員
- 北海道活性化フォーラム会長
- 北方領土問題対策協会評議員
- 北海道開発審議会委員
- 日本ユネスコ国内委員会委員
- 海事振興連盟 常任理事
- 札幌市立北栄中学校 PTA会長
- 札幌東区青少年健全育成連絡協議会 常任理事
- 株式会社ニトリ特別顧問
- 株式会社ニトリ社長補佐（社長の参謀役）
- 似鳥国際奨学財団 専務理事
- サイバー大学 客員教授（企業社会責任論）
- 太陽の船復元研究所 副所長・専務理事
- 北海道商工会議所連合会 会頭特別補佐
- 株式会社未来経営研究所 代表取締役社長
- 北海道経営未来塾実行委員会　実行委員長
- 北海道経営未来塾　塾長